# Бъфало (Уайоминг)
Вижте пояснителната страница за други значения на Бъфало.
Бъфало (на английски: Buffalo) е град в окръг Джонсън, щата Уайоминг, САЩ. Бъфало е с население от 3900 жители (2000) и обща площ от 9,1 km². Намира се на 1416 m надморска височина. ЗИП кодът му е 82834, 82840, а телефонният му код е 307.